# UFC 1: The Beginning
The Ultimate Fighting Championship (später in UFC 1: The Beginning umbenannt) war eine Mixed-Martial-Arts-Veranstaltung der Ultimate Fighting Championship (UFC). Sie fand am 12. November 1993 in der McNichols Sports Arena in Denver, Colorado, Vereinigte Staaten statt und wurde als Pay-per-View ausgestrahlt.

## Veranstaltung

### Hintergrund
UFC 1 war die erste von der UFC ausgetragene Veranstaltung. Hierbei wurde ein Turnier-Format mit acht Teilnehmern genutzt, das im K.-o.-System ausgetragen wurde. Dem Sieger dieses Turniers versprach die Promotion ein Preisgeld von 50.000 US-Dollar.
Die einzelnen Kämpfe wurden fast ohne Regeln ausgetragen, nur das Fassen in die Augen und das Beißen des Gegners waren verboten. Es gab zudem keine  Gewichtsklassen, Runden, Zeitbeschränkungen, Auszeiten oder Punktrichter. Ein Kampf konnte nur durch Knockout, Aufgabe oder Technischen Knockout nach Handtuch-Werfen aus der Ringecke eines Kämpfers entschieden werden.
Die Kommentatoren für die Veranstaltung waren Bill Wallace, Jim Brown und Kathy Long, die zudem von Rod Machado und Brian Kilmeade unterstützt wurden. Als Ringrichter fungierten die Brasilianer João Alberto Barreto und Hélio Vigio.

### Verlauf
Zu Beginn des Events besiegte Jason DeLucia seinen Gegner Trent Jenkins durch Aufgabe nach knapp einer Minute. Hätte ein Teilnehmer des Turniers aufgrund einer Verletzung seinen nächsten Kampf nicht bestreiten können, so wäre DeLucia als Sieger des alternativen Kampfes für ihn eingesprungen. Dazu kam es jedoch nicht.
Anschließend wurden nacheinander die einzelnen Kämpfe des Turniers ausgetragen. Dabei konnten sich der Niederländer Gerard Gordeau und der Brasilianer Royce Gracie für das Finale qualifizieren, in dem Gracie seinen Kontrahenten nach einer Minute und 40 Sekunden durch Aufgabe besiegte und sich somit zum ersten Sieger eines Turniers der UFC krönen konnte.

## Ergebnisse
KO = Knockout; TKO = Technischer Knockout; SUB = Aufgabe durch Abklopfen.

### Übersicht
| Sieger           | Verlierer      | Methode | Zeit  |
| ---------------- | -------------- | ------- | ----- |
| Alternativ-Kampf |                |         |       |
| Jason DeLucia    | Trent Jenkins  | SUB     | 00:52 |
| Viertelfinale    |                |         |       |
| Gerard Gordeau   | Teila Tuli     | TKO     | 00:26 |
| Kevin Rosier     | Zane Frazier   | TKO     | 04:20 |
| Royce Gracie     | Art Jimmerson  | SUB     | 02:18 |
| Ken Shamrock     | Patrick Smith  | SUB     | 01:49 |
| Halbfinale       |                |         |       |
| Gerard Gordeau   | Kevin Rosier   | TKO     | 00:59 |
| Royce Gracie     | Ken Shamrock   | SUB     | 00:57 |
| Finale           |                |         |       |
| Royce Gracie     | Gerard Gordeau | SUB     | 01:40 |

### Turnierbaum
|  | Viertelfinale  | Viertelfinale |                |       | Halbfinale | Halbfinale |  |  | Finale | Finale |
|  |                |               |                |       |            |            |  |  |        |        |
|  | Gerard Gordeau | TKO           |                |       |            |            |  |  |        |        |
|  | Teila Tuli     | 00:26         |                |       |            |            |  |  |        |        |
|  | Teila Tuli     | 00:26         | Gerard Gordeau | TKO   |            |            |  |  |        |        |
|  |                |               | Gerard Gordeau | TKO   |            |            |  |  |        |        |
|  |                | Kevin Rosier  | 00:59          |       |            |            |  |  |        |        |
|  | Kevin Rosier   | Kevin Rosier  | 00:59          | TKO   |            |            |  |  |        |        |
|  | Kevin Rosier   |               |                | TKO   |            |            |  |  |        |        |
|  | Zane Frazier   | 04:20         |                |       |            |            |  |  |        |        |
|  |                |               | Gerard Gordeau | 01:40 |            |            |  |  |        |        |
|  |                | Royce Gracie  | SUB            |       |            |            |  |  |        |        |
|  | Royce Gracie   | SUB           |                |       |            |            |  |  |        |        |
|  | Art Jimmerson  | 02:18         |                |       |            |            |  |  |        |        |
|  | Art Jimmerson  | 02:18         | Royce Gracie   | SUB   |            |            |  |  |        |        |
|  |                |               | Royce Gracie   | SUB   |            |            |  |  |        |        |
|  |                | Ken Shamrock  | 00:57          |       |            |            |  |  |        |        |
|  | Ken Shamrock   | Ken Shamrock  | 00:57          | SUB   |            |            |  |  |        |        |
|  | Ken Shamrock   |               |                | SUB   |            |            |  |  |        |        |
|  | Patrick Smith  | 01:49         |                |       |            |            |  |  |        |        |